# ZCom
ZCom o Z Communications es el grupo mediático izquierdista/alternativo más importante de los EE. UU. Fue fundado en 1987 por los pensadores Michael Albert y Lydia Sargent. Dentro del grupo Z se incluyen ZMag, ZNet, Z Media, and Z Video. Z Communications tiene su sede en Woods Hole, Massachusetts.
Se cuentan entre sus colaboradores habituales Uri Avnery, Noam Chomsky, Alexander Cockburn, Tim Wise, Ward Churchill, Amira Hass, Norman Solomon, Robert Fisk, John Pilger, Howard Zinn, Edward S. Herman, Anthony Arnove, y Eleanor Bader, (y ocasionalmente) Barbara Ehrenreich, y "Mickey Z".

## Publicaciones y organizaciones

### Z Magazine
Z Magazine o ZMag (antiguamente Zeta) fue fundada en 1987 por dos de los cofundadores de South End Press, Michael Albert y Lydia Sargent. Es una revista mensual independiente que se ocupa de asuntos relacionados con la política, la cultura y la economía mundiales. La revista está considerada como el principal medio de comunicación de la izquierda radical estadounidense, aunque, recientemente ha abierto versiones en varios idiomas, entre ellos la versión en español .
La línea editorial de esta revista puede resultar provocativa ya que las ideas y textos que propone están muy alejados de los de los grandes medios de comunicación. Aparte de la revista, tan o más importante resulta la inmensa cantidad de recursos ofrecidos a través de Internet. Los temas abarcan justicia norte-sur, paz, medioambiente y sociedad. Muchos autores independientes que ven frustradas sus aspiraciones de aparecer en los grandes medios de comunicación encuentran en Z Magazine la oportunidad de expresarse. Se pueden encontrar en la revista textos, artículos y reportajes originales y provocativos que nunca aparecerían en los grandes medios.
Z Magazine está disponible en papel y en línea. La Revista impresa consta de 64 páginas, con artículos de longitud y temática variable. La revista en línea, actualizada mensualmente, reproduce la revista impresa lo más fielmente posible. Por otra parte, la versión digital tiene una versión pública (un archivo) y otra exclusiva para sus abonados. Los abonados tienen la ventaja de poder leer los últimos artículos publicados inmediatamente sin esperar meses como tienen que hacer los no abonados.

### ZNet
Fundada en 1995, ZNet es un amplio sitio web actualizado varias veces al día "orientada al cambio social y centrada en la lucha contra todas las opresiones", usualmente abarcando temas políticos desde la perspectiva de los movimientos sociales y la sociedad civil más izquierdista. Se jacta de tener una audiencia de un cuarto de millón de personas a la semana y herramientas como "watch" que se ocupan de temas de actualidad, sub-sitios, traducciones, archivos y enlaces a otras páginas web progresistas, así como un programa de comentarios diario.
El sitio web ofrece un archivo Noam Chomsky de gran amplitud con materiales en línea para sus usuarios. 

### Instituto Z Media
Fundado en 1994, el Z Media Institute ofrece clases y otros talleres sobre cómo emprezar y producir Medios Alternativos, cómo entender mejor a los grandes grupos mediáticos y alternativos, cómo mejorar las habilidades organizativas y conocimientos, y sobre cómo entender y desarrollar teorías, visiones y estrategias activistas.

### Z Video
Fundada en 1998, Z Video produce videos sobre política, economía y política exterior.